# Lon Chaney Jr.
Pour les articles homonymes, voir Chaney.
Lon Chaney Jr. (parfois dénommé « Lon Chaney », de son vrai nom Creighton Chaney) est un acteur américain né le 10 février 1906 à Oklahoma City et mort le 12 juillet 1973 à San Clemente. Il est le fils de l'acteur Lon Chaney.

## Carrière
Contrairement à son père, Lon Chaney Jr. se distingue moins comme acteur de composition que par son physique massif, adapté à des personnages inquiétants. Ce n'est qu'après le décès de son père, qui lui avait déconseillé de travailler dans le milieu du spectacle, qu'il tente sa chance comme comédien. Après quelques seconds rôles, il est lancé par son interprétation du personnage de Lennie, le colosse attardé mental, dans Des souris et des hommes réalisé par Lewis Milestone.

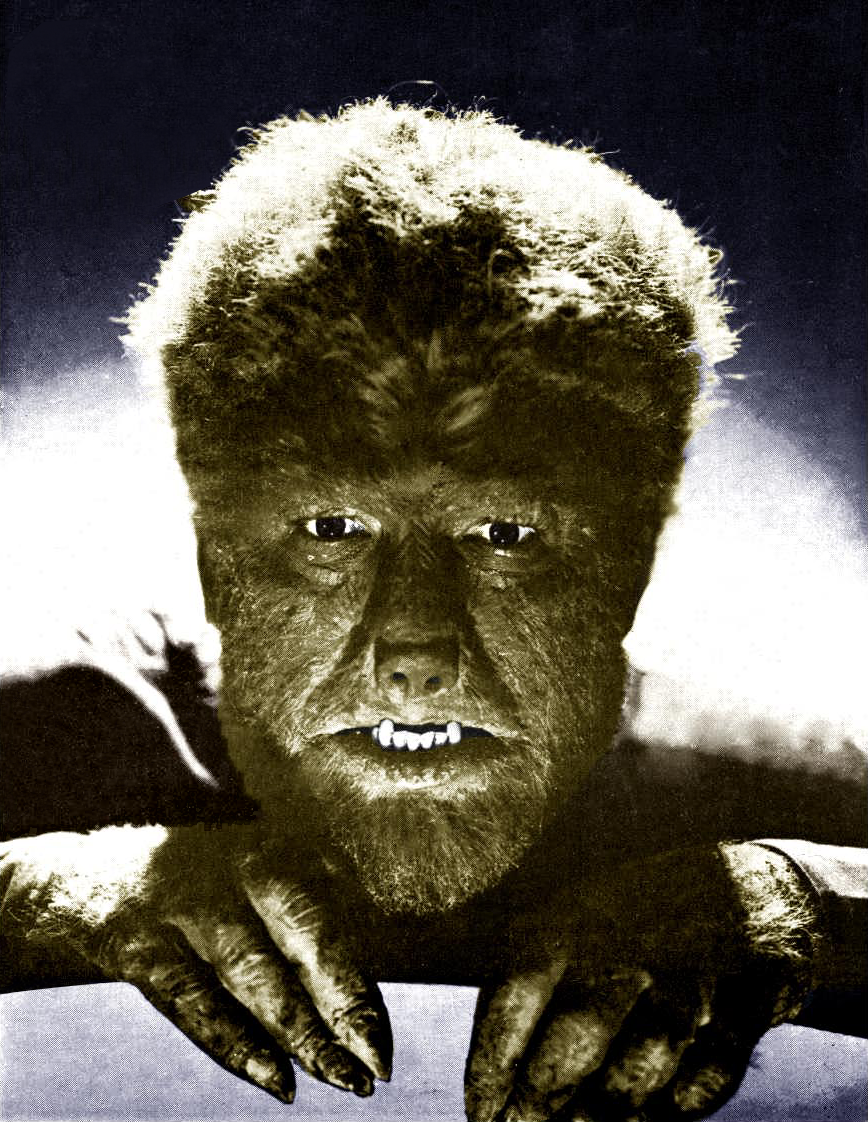
Le Loup-garou (Universal Pictures, 1941).

Il participe à de nombreux westerns. C'est principalement dans le registre de l'épouvante que Lon Chaney Jr. s'illustre : Universal Pictures, qui l'a pris sous contrat, lui confie en 1941 les rôles principaux de L'Échappé de la chaise électrique et, surtout, du Loup-garou qui en fait l'une des vedettes du filon des Universal Monsters. Lon Chaney Jr. est promu spécialiste des rôles de monstres, dans un registre comparable à celui de son père : souvent affublé de maquillages divers et variés, il reprend à plusieurs reprises le rôle du loup-garou Larry Talbot, et tient la vedette d'autres films du même genre, comme Le Fantôme de Frankenstein ou La Tombe de la Momie. On le voit également dans quelques films non horrifiques, comme Le train sifflera trois fois (High Noon) en 1952.
Miné par de sérieux problèmes d'alcoolisme, il s'oriente, à partir des années 1950, vers la télévision, où la rediffusion de ses vieux succès en fait le favori de la jeune génération de spectateurs.
Progressivement cantonnée aux séries B, puis Z, sa carrière au cinéma s'achève sous la direction d'Al Adamson par deux films de funeste réputation : Les Amazones du désir (en) (The Female Bunch) en 1969 et Dracula contre Frankenstein en 1971.
Considérablement affaibli par ses abus d'alcool et de tabac (cause de son cancer de la gorge), Lon Chaney Jr se retire alors définitivement du métier d'acteur pour se consacrer à l'écriture d'un ouvrage retraçant la dynastie des Chaney, A Century of Chaneys qui est inédit à ce jour.
Il meurt d'une attaque cardiaque à San Clemente en Californie le 12 juillet 1973. Son corps fut légué à la science.

## Filmographie

### Cinéma

#### Années 1920
- 1922 : Tu ne tueras point (The Trap), de Robert Thornby : les mains d'un garçon

#### Années 1930
- 1931 : The Galloping Ghost de B. Reeves Eason : un acolyte
- 1932 : The Last Frontier (en) de Spencer Gordon Bennet et Thomas Storey : Tom Kirby, alias The Black Ghost
- 1932 : Girl Crazy de William A. Seiter : Chorus Dancer
- 1932 : L'Oiseau de paradis (Bird of Paradise), de King Vidor : Thornton
- 1933 : Lucky Devils (en) de Ralph Ince : Frankie Wilde
- 1933 : Scarlet River (en) d'Otto Brower : Jeff Todd
- 1933 : La Chevauchée de la gloire (The Three Musketeers), de Colbert Clark et Armand Schaefer : Lieutenant Armand Corday
- 1933 : Son of the Border (en) de Lloyd Nosler : Jack Breen
- 1934 : Sixteen Fathoms Deep (en) d'Armand Schaefer : Joe Bethel
- 1934 : Le Calvaire de Flora Winters (The Life of Vergie Winters) d'Alfred Santell : Hugo McQueen
- 1934 : Girl o' My Dreams (en) de Ray McCarey : Don Cooper
- 1935 : A Scream in the Night (en) de Fred C. Newmeyer : Detective Jack Wilson / Butch Curtain
- 1935 : The Marriage Bargain (en) de Albert Ray : Bob Gordon
- 1935 : Captain Hurricane (en) de John S. Robertson
- 1935 : Hold 'Em Yale (en) de Sidney Lanfield : un joueur de football
- 1935 : Accent on Youth (en) de Wesley Ruggles : Chuck
- 1935 : The Shadow of Silk Lennox (en) de Ray Kirkwood : John Arthur « Silk » Lennox
- 1936 : The Singing Cowboy (en) de Mack Wright : Martin
- 1936 : Undersea Kingdom (en) de B. Reeves Eason et Joseph Kane : Capt. Hakur
- 1936 : Ace Drummond de Ford Beebe : Henchman Ivan
- 1936 : Killer at Large (en), de David Selman : l'acolyte de M. Zero
- 1936 : Rose Bowl (en), de Charles Barton : un joueur de football
- 1936 : The Old Corral (en) de Joseph Kane : Garland
- 1937 : Cheyenne Rides Again (en) de Robert F. Hill : Girard
- 1937 : L'Amour en première page (Love Is News), de Tay Garnett : un journaliste
- 1937 : Midnight Taxi (en) d'Eugene Forde : Erickson
- 1937 : Secret Agent X-9 (en) de Clifford Smith : Maroni
- 1937 : That I May Live d'Allan Dwan : un ingénieur
- 1937 : Sa dernière chance (This Is My Affair), de William A. Seiter : un agent fédéral à la banque de Baltimore
- 1937 : Angel's Holiday de James Tinling : Eddie
- 1937 : Le Dernier Négrier (Slave Ship), de Tay Garnett : un travailleur
- 1937 : Casse-Cou (en) (Born Reckless), de Malcolm St. Clair : rôle indéfini
- 1937 : La Petite Roublarde (Wild and Woolly) d'Alfred L. Werker : un Néerlandais
- 1937 : The Lady Escapes (en) de Eugene Forde : un journaliste
- 1937 : One Mile from Heaven de Allan Dwan : un policier
- 1937 : Le Prince X (Thin Ice), de Sidney Lanfield : un journaliste américain
- 1937 : Charlie Chan on Broadway de Eugene Forde : un homme au bureau
- 1937 : Life Begins in College (en) de William A. Seiter : Gilks
- 1937 : Jeux de dames (Wife, Doctor and Nurse) de Walter Lang : un chauffeur
- 1937 : J'ai deux maris (Second honeymoon), de Walter Lang : un journaliste
- 1937 : Par trois longueurs (Checkers) de H. Bruce Humberstone : Man at Racetrack
- 1937 : Love and Hisses (en) de Sidney Lanfield : un homme qui attend
- 1938 : City Girl (en) d'Alfred L. Werker : un gangster
- 1938 : Happy Landing (en) de Roy Del Ruth : un journaliste reporter
- 1938 : Sally, Irene and Mary (en) de William A. Seiter : un policier
- 1938 : Walking Down Broadway de Norman Foster : Bit
- 1938 : Monsieur Moto sur le ring (Mr. Moto's Gamble) de James Tinling : Joey
- 1938 : La Folle Parade (Alexander's Ragtime Band), de Henry King : un photographe
- 1938 : Josette et compagnie (Josette) d'Allan Dwan : le conducteur de bateau
- 1938 : Speed to Burn (en) d'Otto Brower : l'idiot sur le champ de course
- 1938 : Passport Husband de James Tinling : Bull
- 1938 : Un cheval sur les bras (Straight, Place and Show) de David Butler : Martin - le chauffeur de Braddock
- 1938 : Patrouille en mer (Submarine Patrol), de John Ford rôle indéfini
- 1938 : Démons de la route (en) (Road Demon) d'Otto Brower : Bud Casey
- 1939 : Le Brigand bien-aimé (Jesse James), de Henry King : un membre du gang de James
- 1939 : Pacific Express (Union Pacific), de Cecil B. DeMille : Dollarhide
- 1939 : L'Aigle des frontières (Frontier Marshal) d'Allan Dwan : Pringle
- 1939 : Dans la cité obscurcie (City in Darkness) de Herbert I. Leeds : Pierre
- 1939 : Des souris et des hommes (Of Mice and Men), de Lewis Milestone : Lennie

#### Années 1940
- 1940 : Tumak, fils de la jungle (One Million B.C.) de Hal Roach et Hal Roach Jr. : Akhoba
- 1940 : Les Tuniques écarlates (North West Mounted Police) de Cecil B. DeMille : Shorty
- 1941 : L'Échappé de la chaise électrique (Man Made Monster) de George Waggner : Dan McCormick
- 1941 : Too Many Blondes (en) de Thornton Freeland : Marvin Gimble
- 1941 : Billy le Kid le réfractaire (Billy the Kid) de David Miller : « Spike » Hudson
- 1941 : San Antonio Rose (en) de Charles Lamont : Jigsaw Kennedy

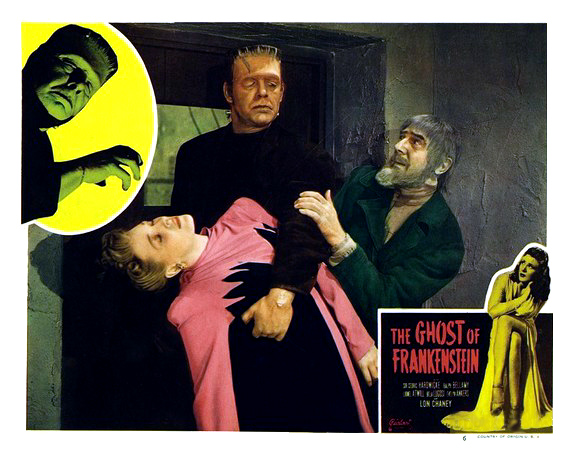
Dans Le Fantôme de Frankenstein (1942).

- 1941 : Les justiciers du désert (en) (Riders of Death Valley) de Ford Beebe et Ray Taylor : l'acolyte de Butch
- 1941 : Badlands of Dakota (en) d'Alfred E. Green : Jack McCall
- 1941 : Le Loup-garou (The Wolf Man) de George Waggner : Larry Talbot, le loup-garou
- 1942 : North to the Klondike (en) de Erle C. Kenton : Nate Carson
- 1942 : Le Fantôme de Frankenstein (The Ghost of Frankenstein) d'Erle C. Kenton : le monstre
- 1942 : Overland Mail (en) de Ford Beebe et John Rawlins : Jim Lane
- 1942 : La Tombe de la Momie (The Mummy's Tomb) de Harold Young : Kharis, la momie
- 1942 : Frankenstein rencontre le loup-garou (Frankenstein Meets the Wolf Man) de Roy William Neill : Larry Talbot, le loup-garou
- 1943 : What We Are Fighting For (court métrage) de Erle C. Kenton : Bill
- 1943 : Frontier Badmen (en) de Ford Beebe : Henchman Chango

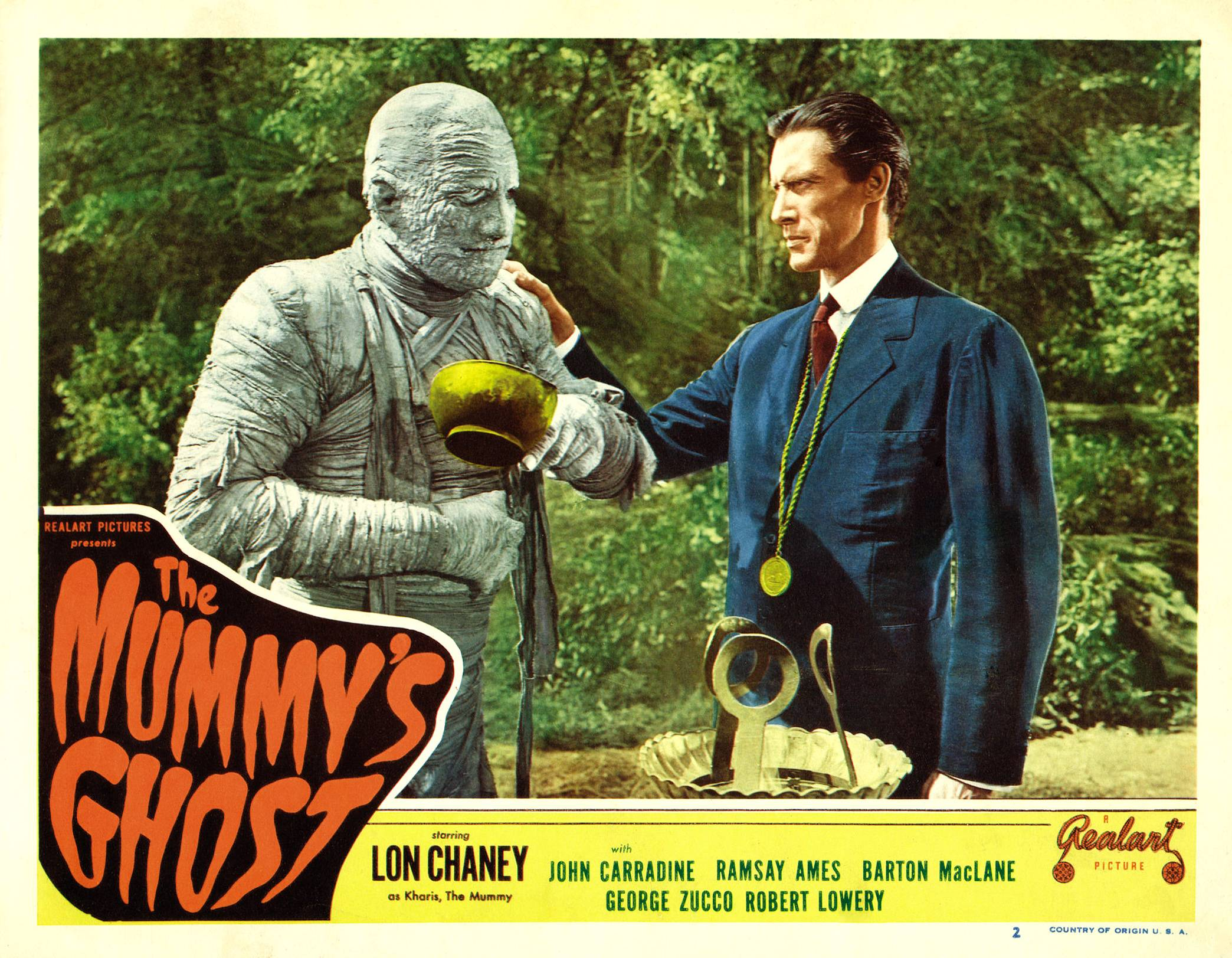
Dans Le Fantôme de la Momie (1944).

- 1943 : Symphonie loufoque (Crazy House) d'Edward F. Cline : caméo
- 1943 : Le Fils de Dracula (Son of Dracula) de Robert Siodmak : le comte Dracula
- 1943 : Le Docteur de la mort (Calling Dr. Death) de Reginald Le Borg : Dr Mark Steel
- 1944 : Le Suicide du Professeur X (Weird Woman) de Reginald Le Borg : Prof. Norman Reed
- 1944 : Le Signe du cobra (Cobra Woman) de Robert Siodmak : Hava
- 1944 : Chasseurs de fantômes (Ghost Catchers) d'Edward F. Cline : un ours
- 1944 : Le Fantôme de la Momie de Reginald Le Borg : Kharis, la momie
- 1944 : Les Yeux d'un mort (Dead Man's Eyes) de Reginald Le Borg : David « Dave » Stuart
- 1944 : La Maison de Frankenstein (House of Frankenstein) d'Erle C. Kenton : Larry Talbot, le loup-garou
- 1944 : Hollywood Parade (Follow the boys) de A. Edward Sutherland : lui-même
- 1944 : La Malédiction de la Momie (The Mummy's Curse) de Leslie Goodwins : Kharis, la momie
- 1945 : Deux Nigauds au collège (Here Come the Co-eds) de Jean Yarbrough : Johnson
- 1945 : Les Yeux qui tuent (The Frozen Ghost) de Harold Young : Alex Gregor alias « Gregor the Great »
- 1945 : Strange Confession de John Hoffman (en) : Jeffrey « Jeff » Carter
- 1945 : Les Quatre Bandits de Coffeyville (The Daltons Ride Again) de Ray Taylor : Grat Dalton
- 1945 : La Maison de Dracula (House of Dracula) d'Erle C. Kenton : Larry Talbot, le loup-garou
- 1945 : Pillow of Death de Wallace Fox : Wayne Fletcher
- 1947 : La Brune de mes rêves (My Favorite Brunette) d'Elliott Nugent : Willie
- 1948 : La Descente Tragique (Albuquerque),de Ray Enright : Steve Murkill
- 1948 : The Counterfeiters (en) de Peter Stewart (Sam Newfield) : Louie Struber
- 1948 : Deux Nigauds contre Frankenstein (Bud Abbott Lou Costello Meet Frankenstein) de Charles Barton : Larry Talbot, le loup-garou
- 1948 : Sixteen Fathoms Deep d'Irving Allen : M. Demitri

#### Années 1950
- 1950 : Captain China (en) de Lewis R. Foster : Red Lynch
- 1950 : There's a Girl in My Heart (en) d'Arthur Dreifuss : John Colton
- 1950 : Once a Thief (en) de W. Lee Wilder : Gus
- 1951 : Inside Straight (en) de Gerald Mayer : Shocker
- 1951 : Fort Invincible (Only the Valiant) de Gordon Douglas : Trooper Kebussyan
- 1951 : Symphonie en 6.35 (Behave Yourself!)  de George Beck : Pinky
- 1951 : La Femme du gorille (Bride of the Gorilla) de Curt Siodmak : le commisaireTaro
- 1951 : Les Frères Barberousse (Flame of Araby) de Charles Lamont : Borka Barbarossa
- 1952 : La Hyène du Missouri (The Bushwhackers) de Rodney Amateau : Artemus Taylor
- 1952 : La Revanche d'Ali Baba (Thief of Damascus) de Will Jason (en) : Sinbad
- 1952 : Le train sifflera trois fois (High Noon') de Fred Zinnemann : Martin Howe
- 1952 : La Mission du commandant Lex (Springfield Rifle) d'André de Toth : Pete Elm
- 1952 : Pontiac l'invincible (Battles of Chief Pontiac) de Felix E. Feist : le chef Pontiac
- 1952 : Le Mystère du château noir (The Black Castle) de Nathan Juran : Gargon
- 1953 : Bandit Island (court métrage) : Kip
- 1953 : Le Pirate des sept mers (Raiders of the Seven Seas) de Sidney Salkow : Peg Leg
- 1953 : Un lion dans les rues (A Lion Is in the Streets) de Raoul Walsh : Spurge McManamee
- 1954 : L'Appel de l'or (Jivaro) d'Edward Ludwig : Pedro Martines
- 1954 : L'Homme des plaines (The Boy from Oklahoma) de Michael Curtiz : Crazy Charlie
- 1954 : La Grande Nuit de Casanova (Casanova's Big Night) de Norman Z. McLeod : Emo, le meurtrier
- 1954 : The Big Chase (en) d'Arthur Hilton : l'acolyte de Kip
- 1954 : Tornade (Passion) d'Allan Dwan : Castro
- 1954 : The Black Pirates (en) de Allen H. Miner (en) : Padre Felipe
- 1955 : Le Pacte des tueurs (Big House, U.S.A.) de Howard W. Koch : Leonard M. « Alamo » Smith

- 1955 : The Silver Star (en) de Richard Bartlett (en) : John W. Harmon

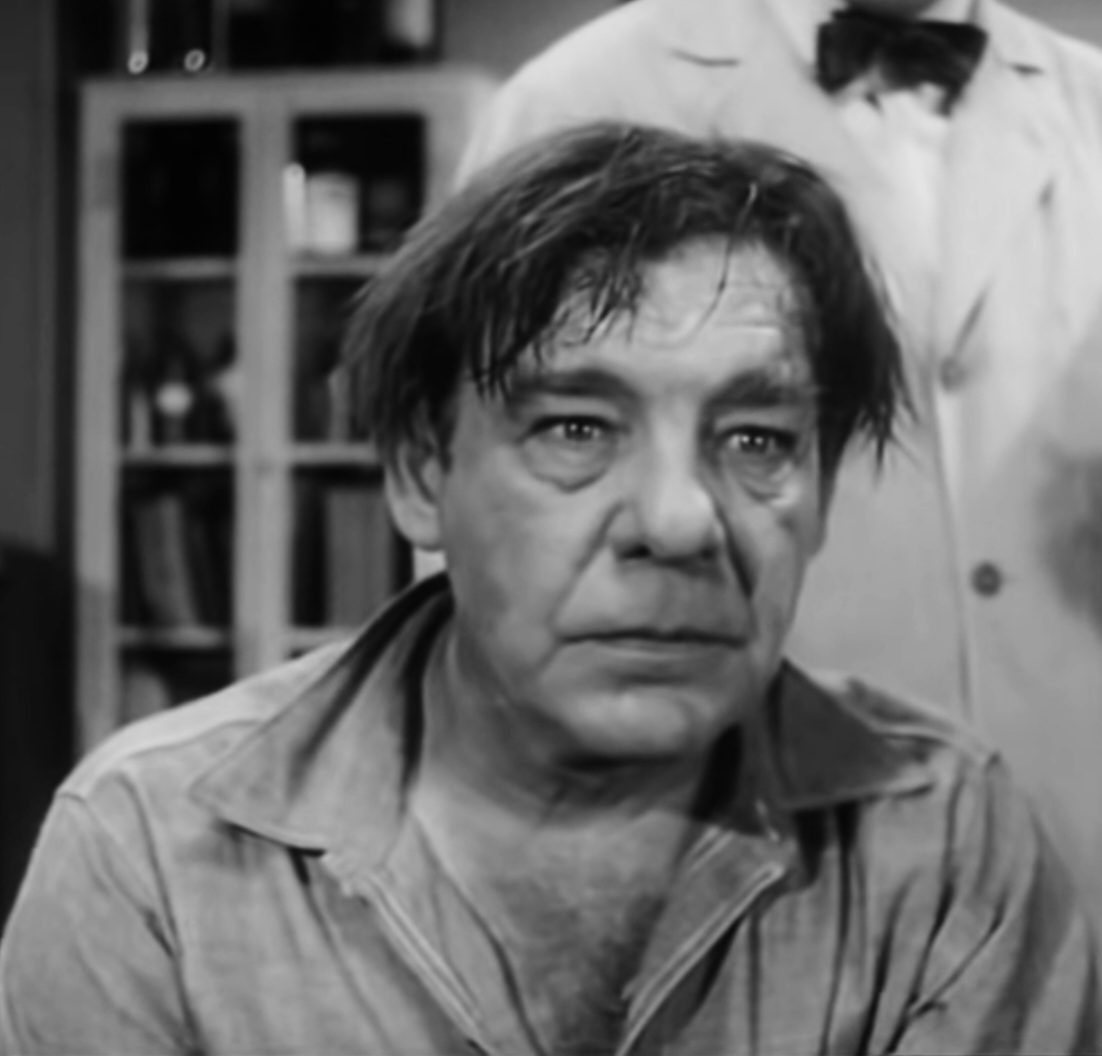
Dans Indestructible Man (1956).

- 1955 : Pour que vivent les hommes (Not as a Stranger) de Stanley Kramer : Job Marsh
- 1955 : La Peur au ventre (I Died a Thousand Times) de Stuart Heisler : Big Mac
- 1955 : La Rivière de nos amours (The Indian Fighter) d'André de Toth : Chivington
- 1956 : Manfish de W. Lee Wilder : Swede
- 1956 : Indestructible Man (en) de Jack Pollexfen (en) : Charles « Butcher » Benton
- 1956 : Les monstres se révoltent (The Black Sleep) de Reginald Le Borg : Dr Munroe, dit « Mungo »
- 1956 : Le Trouillard du Far West (Pardners) de Norman Taurog : Whitey
- 1956 : Daniel Boone, Trail Blazer (en) d'Albert C. Gannaway (en) et Ismael Rodríguez : Blackfish
- 1957 : Along the Mohawk Trail de Sam Newfield et Sidney Salkow : Chingachgook
- 1957 : The Cyclops de Bert I. Gordon : Martin « Marty » Melville
- 1958 : La Chaîne (The Defiant Ones) de Stanley Kramer : Big Sam
- 1959 : L'Héritage de la colère (Money, Women and Guns) de Richard Bartlett (en) : Art Birdwell
- 1959 : The Alligator People (en) de Roy Del Ruth : Manon

#### Années 1960
- 1960 : Le Fossoyeur de la pleine lune (La Casa del terror) de Gilberto Martínez Solares : le loup-garou
- 1961 : The Devil's Messenger de Herbert L. Strock : Satan
- 1961 : Rebellion in Cuba : Gordo
- 1963 : La Malédiction d'Arkham (The Haunted Palace) de Roger Corman : Simon Orne
- 1964 : Face of the Screaming Werewolf (en) de Gilberto Martínez Solares, Rafael Portillo (en) et Jerry Warren (en) : le loup-garou momifié
- 1964 : Condamné à être pendu (Law of the Lawless) de William F. Claxton : Tiny
- 1964 : Witchcraft (en) de Don Sharp : Morgan Whitlock
- 1964 : La diligence partira à l'aube (Stage to Thunder Rock) de William F. Claxton : Henry Parker
- 1965 : House of the Black Death (en) de Harold Daniels (en) : Belial Dessard
- 1965 : Furie sur le Nouveau-Mexique (Young Fury) de Christian Nyby : Bartender Ace
- 1965 : Les Éperons noirs (Black Spurs) de R. G. Springsteen : Kile
- 1965 : Quand parle la poudre (Town Tamer) de Lesley Selander : le maire Charlie Leach
- 1966 : Sur la piste des Apaches (Apache Uprising) de R. G. Springsteen : Charlie Russell
- 1966 : Toute la ville est coupable (Johnny Reno) de R. G. Springsteen : le shérif Hodges
- 1967 : Dr. Terror's Gallery of Horrors (en) de David L. Hewitt (en) : Dr Mendell
- 1967 : Frontière en flammes (Welcome to Hard Times) de Burt Kennedy : Avery, tenancier du saloon
- 1967 : Hillbillys in a Haunted House (en) de Jean Yarbrough : Maximillian
- 1967 : Spider Baby (en) (Spider Baby or, The Maddest Story Ever Told) de Jack Hill : Bruno, le chauffeur
- 1968 : Buckskin (en) de Mickey Moore (en) : le shérif Tangley
- 1968 : Fireball Jungle de Joseph P. Mawra : Sammy
- 1969 : A Stranger in Town
- 1969 : Les Amazones du désir (en) (The Female Bunch) d'Al Adamson : Monti

#### Années 1970
- 1971 : Dracula contre Frankenstein (Dracula vs. Frankenstein) d'Al Adamson : Groton

### Télévision
. 
- 1959-1963 : Rawhide (série TV)
- 1959 : Au nom de la loi ((Wanted: Dead or Alive) (épisode: la cellule vide) : le shérif
- 1960-1961 : La Grande Caravane (Wagon Train) (série TV)
- 1961 : The Phantom (TV) : Jed
- 1962 : L'Homme à la carabine (The Rifleman) (série TV)
- 1966 : The Monkees (série TV)
- 1966 : Pistols 'n' Petticoats (en) (série TV) : le chef Eagle Shadow (épisodes inconnus, 1966-1967)